# Cassie Clare
Cassie Clare (* in London, England) ist eine britische Schauspielerin und ein Model.

## Leben
Cassie Clare wurde in London geboren. Als Jugendliche folgten erste Aufführungen am National Youth Theatre, im Soho Theatre war sie im Stück 20 Cigarettes zu sehen. 2016 gab sie in einer Episode der Fernsehserie The Coroner ihr Fernsehschauspieldebüt, ihr Filmdebüt gab sie 2017 in einer Nebenrolle in Die Schöne und das Biest. Im selben Jahr mimte sie die Zaquia im Film What Happened to Monday?. Nach Episoden in den Fernsehserien Kommissar Maigret und Der junge Inspektor Morse folgte 2018 eine Besetzung als Bexie in Death Race: Anarchy. Im selben Jahr wirkte sie unter anderen in vier Episoden der Miniserie The Bisexual mit. Von 2018 bis 2019 spielte sie die Rhiannon in vier Episoden der Fernsehserie Delicious. Sie erhielt kleinere Filmauftritte 2019 in Aladdin sowie 2020 in Bulletproof 2. Im selben Jahr spielte sie die größere Rolle der Anna in der Tierhorrorkomödie Tremors: Shrieker Island. Seit 2021 stellt sie im Netflix Original The Witcher die Zauberin Philippa Eilhart dar. 2022 war sie in zwei Episoden des Netflix Originals Sandman als Mazikeen zu sehen.

## Filmografie (Auswahl)
- 2016: The Coroner (Fernsehserie, Episode 2x08)
- 2017: Die Schöne und das Biest (Beauty and the Beast)
- 2017: What Happened to Monday?
- 2017: Kommissar Maigret (Maigret, Fernsehserie, Episode 2x02)
- 2018: Der junge Inspektor Morse (Endeavour, Fernsehserie, Episode 5x01)
- 2018: Mamma Mia! Here We Go Again!
- 2018: Death Race: Anarchy (Death Race: Beyond Anarchy)
- 2018: The Bisexual (Miniserie, 4 Episoden)
- 2018–2019: Delicious (Fernsehserie, 4 Episoden)
- 2019: Ransom (Fernsehserie, Episode 3x03)
- 2019: Aladdin
- 2020: Bulletproof 2
- 2020: Schöne neue Welt (Brave New World, Fernsehserie, Episode 1x02)
- 2020: Tremors: Shrieker Island
- 2020: War Ready (Kurzfilm)
- 2021: Die Bande aus der Baker Street (The Irregulars, Fernsehserie, Episode 1x05)
- 2021: Grace (Fernsehserie, Episode 1x02)
- seit 2021: The Witcher (Fernsehserie)
- 2022–2025: Sandman (Fernsehserie, 4 Episoden)
- 2024: My Bloody Galentine

## Theater (Auswahl)
- An Octoroon, National/Orange Tree
- Little Shop of Horrors, UK-Tour
- Oliver, Curve
- Cats, West End/European Tour
- Nights, White Bear
- 20 Cigarettes, Soho Theatre